# Dikraneura rubica
Dikraneura rubica är en insektsart som beskrevs av Delong och Caldwell 1937. Dikraneura rubica ingår i släktet Dikraneura och familjen dvärgstritar.
Artens utbredningsområde är Arizona. Inga underarter finns listade i Catalogue of Life.